# 키릴 문자
키릴 문자(러시아어: кириллица 키릴리차[*], 문화어: 끼릴 문자)는 동유럽(러시아, 벨라루스, 우크라이나), 세르비아, 몬테네그로, 보스니아 헤르체고비나 일부 지역, 크로아티아 일부 지역, 루마니아 일부 지역, 불가리아, 북마케도니아와 중앙아시아, 북아시아와 아제르바이잔, 조지아 일부 지역(압하지야, 남오세티야), 몽골 등 슬라브권의 영향을 받은 나라에서 쓰이는 문자이다. 

## 역사
현재의 키릴 문자는 초기 키릴 문자에서 갈라져 나왔으며 이 문자는 글라골 문자에서 갈라져 나온 것이다. 지금까지 이 글라골 문자는 동방 정교회의 선교사 키릴로스와 그의 형 성 메토디오스(메토디오)가 슬라브인에게 포교하기 위해 그리스 문자를 바탕으로 고안되었다고 여겨졌으나 최근에는 이 이론이 부정되고 있다. 이들이 키릴 문자를 개발하였다는 주장도 있지만 논쟁이 있다. 비록 키릴로스가 키릴 문자를 직접 만들지는 않았을 것이지만 그가 글라골 문자에 기여한 것이 있기 때문에 이름이 이렇게 붙여졌을 것이다.
글라골 문자에 비해서 키릴 문자는 간단하였고 사용하기 쉬웠으며 그리스 문자와 가까웠다. 그래서 키릴 문자는 빠른 속도로 이 문자를 대체하였다.
키릴 문자가 슬라브인 세계에 퍼지면서 지역 언어에 맞게 변형되었다. 이는 현재의 많은 키릴 문자 변종의 근원이기도 하다.
| А   | Б   | В   | Г   | Д  | Є  | Ж  | Ѕ   | З   | И   | І   |    |
| 1   |     | 2   | 3   | 4  | 5  |    | 6   | 7   | 8   | 10  |    |
| К   | Л   | М   | Ны  | Ов | Пт | Ҁы | Р   | С   | Т   | Ѹ   |    |
| 20  | 30  | 40  | 50  | 70 | 80 |    | 100 | 200 | 300 | 400 |    |
| Ф   | Х   | Ԝ   | Ц   | Ч  | Ш  | Ԓ  | Ъ   | iІ  | Ь   | I   |    |
| 500 | 600 | 800 | 900 | 90 |    |    |     |     |     |     |    |
| Ю   | Ꙗ   | Əə  | 6э  | Ѫ  | Ѭ  | Ѯ  | Ѱ   | Ѳ   | üv  | Ѥ   | fF |
|     |     |     |     |    |    | 60 | 700 | 9   |     |     |    |

옛 문서에서 대소문자 구분은 없었다.
예리(ерь)는 예르와 이의 합자였다. 또한 요타된 글자가 많이 보인다. 예로 ІА는 현재의 я의 조상이다. 이 외에도 Ѥ, Ю (I와 ОУ의 합자), Ѩ, Ѭ(유스 계열 문자) 등이 있다. 많은 글자들은 변종이 있었으며 이 중 자주 사용되는 것은 다음과 같다. И=І=Ї, w=ouo, ОУ=ОВ, ѠТ=Ѿ.
초기 키릴 문자는 컴퓨터로 나타내기 어려우며 많은 글자꼴이 현대 키릴 문자와는 다르고 글자 자체도 바뀌어 왔기 때문이다. 매우 적은 수의 글꼴만이 문자를 가지고 있다. 현재의 유니코드 표준에도 많은 글자가 빠져 있다.

키릴 문자 세계 분포도. 진한 초록색은 키릴 문자를 유일한 문자로 사용하는 지역이며, 초록색은 키릴 문자를 이외 문자와 같이 사용하는 지역이며, 연두색은 과거에는 키릴 문자를 사용했으나 현 미사용 상태인 지역.

## 모양
키릴 문자의 개발은 바로크 시대부터 시작되었다. 이콘에서 볼 수 있는 중세 키릴 문자는 매우 크고 좁은 경향을 보여 왔으며 근처의 글자끼리는 합자가 되는 경향이 있었다.
러시아의 표트르 1세는 서구의 글자꼴을 쓰기로 했으며 이는 많이 받아들여졌다. 이것 때문에 현대 그리스 문자와는 다른 형태의 문자로 발전하게 되었다. 그래서 현대 키릴 문자 글꼴은 라틴 문자의 글꼴과 많이 유사하다. 키릴 문자의 대소문자는 그다지 나뉘어 있지 않다. "а"와 "е" 같이 서구의 예를 받아들인 것을 제외하면 키릴 문자의 소문자는 작은 대문자였다. 그래서 현재에도 일부 키릴 문자 글꼴은 작은 대문자를 포함하고 있다.

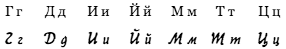
기울임체 글꼴과 보통 글꼴의 비교.

로만과 이탤릭 글꼴이 없기 때문에 키릴 문자의 글꼴은 활자체 글꼴과 필기체 글꼴로 나뉜다. 필기체 글꼴과 실제 필기체는 활자체와 모양이 매우 다르다.
불가리아어, 마케도니아어, 세르비아어의 경우 필기체 글꼴이 약간 다르다. 이들 글꼴은 활자체에도 종종 쓰인다.
이 표는 활자체와 필기체 글꼴의 처리를 보여 준다. 키릴 문자는 러시아어 기준이다. 필기체 글꼴은 초보자들이 혼동할 수도 있기 때문에 강조되어 있다.
| Аа | Бб | Вв | Гг | Дд | Ее | Ёё | Жж | Зз | Ии | Йй | Кк | Лл | Мм | Нн | Оо | Пп | Рр | Сс | Тт | Уу | Фф | Хх | Цц | Чч | Шш | Щщ | Ъъ | Ыы | Ьь | Ээ | Юю | Яя |
| Аа | Бб | Вв | Гг | Дд | Ее | Ёё | Жж | Зз | Ии | Йй | Кк | Лл | Мм | Нн | Оо | Пп | Рр | Сс | Тт | Уу | Фф | Хх | Цц | Чч | Шш | Щщ | Ъъ | Ыы | Ьь | Ээ | Юю | Яя |

## 글자들과 그 소릿값
키릴 문자는 표음 문자의 성격이 강하지만 간혹 예외가 있다. 러시아어로 его (한국어의 '그'에 해당하는 러시아어 Он의 소유격 또는 목적격으로 '그의' 또는 '그를'이라는 뜻)는 /jeɡo/로 소리나지 않고, 실제 소리는 /jevo/이다.

### 공통된 글자들
아래 표는 근대 키릴 문자를 사용하는 거의 대부분 국가에서 공통적으로 사용되는 글자들이다.
| 활자체 | 필기체 (러시아어) | 러시아어 이름 (BGN/PCGN) | 전형적인 음가(IPA) |
| ------ | ----------------- | ------------------------ | ------------------ |
| А а    | А а               | A 아[*]                  | /a/                |
| Б б    | Б б               | Be 베[*]                 | /b/                |
| В в    | В в               | Ve 베[*]                 | /v/                |
| Г г    | Г г               | Ge 게[*]                 | /ɡ/                |
| Д д    | Д д               | De 데[*]                 | /d/                |
| Е е    | Е е               | Ye 예[*]                 | /je/               |
| Ж ж    | Ж ж               | Zhe 제[*]                | /ʐ/                |
| З з    | З з               | Ze 제[*]                 | /z/                |
| И и    | И и               | I 이[*]                  | /i/                |
| Й й    | Й й               | 짧은 I 이[*]             | /j/                |
| К к    | К к               | Ka 카[*]                 | /k/                |
| Л л    | Л л               | El 엘[*]                 | /l/                |
| М м    | М м               | Em 엠[*]                 | /m/                |
| Н н    | Н н               | En 엔[*]                 | /n/                |
| О о    | О о               | O 오[*]                  | /o/                |
| П п    | П п               | Pe 페[*]                 | /p/                |
| Р р    | Р р               | Er 에르[*]               | /r/                |
| С с    | С с               | Es 에스[*]               | /s/                |
| Т т    | Т т               | Te 테[*]                 | /t/                |
| У у    | У у               | U 우[*]                  | /u/                |
| Ф ф    | Ф ф               | Ef 에프[*]               | /f/                |
| Х х    | Х х               | Kha 하[*]                | /x/                |
| Ц ц    | Ц ц               | Tse 체[*]                | /ts/               |
| Ч ч    | Ч ч               | Che 체[*]                | /tɕ/               |
| Ш ш    | Ш ш               | Sha 샤[*]                | /ʂ/                |
| Щ щ    | Щ щ               | Shcha 샤[*]              | /ɕː/               |
| Ь ь    | Ь ь               | 연음(軟音) 부호          | /ʲ/                |
| Э э    | Э э               | E 에[*]                  | /e/                |
| Ю ю    | Ю ю               | Yu 유[*]                 | /ju/               |
| Я я    | Я я               | Ya 야[*]                 | /ja/               |

연음 기호 ь는 소리가 없지만 다음 글자의 소리를 변환시킨다. 몇몇 언어에서 경음 기호로 ъ가 사용된다.

## 특수 문자

### 교회 슬라브어에서 쓰던 문자
Ҁ ҁ: 이름은 코파(копа). 유성 인두 마찰음 ʕ 기호와 비슷하게 생겼다. 그리스 문자 코파를 따서 만들어졌다.
Ꙡ ꙡ: 뒤집힌 Ц. 우횡서 때문에 생긴 글자다. 자매품으로 뒤집힌 Ѕ인 Ꙅ가 있다.
Ꙅ ꙅ: 뒤집힌 Ѕ. 우횡서 때문에 생긴 글자다. 자매품으로 뒤집힌 Ц인 Ꙡ가 있다.
Ꙓ ꙓ: 구개음화된 ѣ를 나타내는 기호인데 정서법상 ѣ가 구개음화될 일이 없어서 이론상으로만 존재하는 문자.
Ꙩ ꙩ: 단수형 눈을 가리키는 문자. ꙩко라고 쓰면 무조건 1개의 눈만 가리키게 된다.
Ꙭ ꙭ: 쌍수형 눈을 나타내는 문자. ꙭчи라고 쓰면 무조건 2개의 눈만 가리키게 된다. 겉의 동그라미를 하나 없앤 Ꙫ ꙫ도 있다.
ꙮ(multiocular О): 아마도 가장 특이한 키릴 문자로, ꙩ 를 7개를 붙여 눈알 여러 개를 표현하기 위해 상형문자로 만들었다. 교회 슬라브어 문서 중 "серафими многоꙮчитїи"(눈이 여러개 달린 세라핌)이라는 한 문장에서만 쓰인다.
Ꚙ ꚙ: двꚙе(둘의), ꚙбо(양쪽의) 등 쌍수성을 나타내는 단어에 쓰인다.
Ꙏ ꙏ: Ь가  쓰여야 할지 Ъ가 쓰여야 할지 애매할 때 쓰였다고 한다. 일부 글꼴에서 Ъ와 똑같이 보이는 버그가 있다.

### 비슬라브어권에서 쓰는 문자
Ҩ ҩ :압하스어에만 사용되는 키릴 문자이며, /ɥ/로 소리낸다. Ы와 Џ 사이에 위치한다.
Ꚉ ꚉ: 유성 치경 파찰음(/d͡z/)을 나타내는 오세트어·압하스어의 알파벳이었다. 현대 정서법에서는 쓰이지 않으며 오세트어에서는 Дз дз, 압하스어에서는 Ӡ ӡ로 쓰인다.
Ꚃ ꚃ: 압하스어에서만 쓰이는 키릴 문자로 원순음화된 치경구개 파찰음(/d͡ʑʷ/) 발음을 표기할때 사용한다. 라틴 문자 에시(ʃ)와 비슷하게 생겼다. 현대 정서법에서는 쓰이지 않으며 Ӡә ӡә로 쓴다.
Ҽ ҽ: 키릴 문자의 하나로서, 압하스어의 Ҷ과 Ҿ 사이에 위치한다. /tʂ/로 소리내면 된다.
Ԝ ԝ: 쿠르드어 키릴 문자 표기법에 사용되는 문자. 발음은 /w/. 같은 언어에 쓰이는 Ԛ ԛ도 있으며, 이쪽은 /q/ 발음이다.
Ӏ ӏ: (러시아어: Палочка → '(작고 가느다란) 막대기', '회초리', '젓가락')는 키릴 문자의 하나로, 아바자어, 아디게어, 아바르어, 다르기어, 인구시어, 카바르다어, 라크어, 레즈기어 등에서는 이전 자음이 방출음임을 나타내며, 체첸어에서는 유성 인두 마찰음을 나타낸다. 아디게어, 체첸어, 인구시어, 카바르다어에서는 성문 파열음을 나타내기도 한다. І와 모양이 유사하나 두 문자 사이에는 관련성이 없다.
이외에도 'В̌'처럼 유니코드에 정식으로 등록되지 않아 제대로 나타나지 않는 문자가 있다.

## 컴퓨터 인코딩
유니코드에서 키릴 문자 영역은 U+0400~U+052F까지 존재한다. 이들은 ISO 8859-5 인코딩의 글자들을 포함한다. 또한 U+0460~U+0489까지는 역사적인 문자들이며 U+048A~U+052F는 다른 언어를 위한 보충 문자이다.
유니코드에는 강세가 있는 키릴 문자 영역은 없지만 U+0301 문자를 사용하여 강세를 나타낼 수 있다. (예: ы́ э́ ю́ я́). 교회 슬라브어 같은 몇몇 언어는 아직까지 완전히 지원되지 않는다.
키릴 문자를 위한 문자 인코딩은 다음과 같다.
- 코드 페이지 866 – 도스에서 사용하는 8 비트 문자 인코딩
- ISO/IEC 8859-5 – ISO에서 제안한 인코딩
- KOI8-R – 8 비트 러시아산 인코딩
- KOI8-U – KOI8-R과 같지만 우크라이나어 글자가 있는 인코딩
- MIK – 8 비트 불가리아어 인코딩
- 코드 페이지 1251 – 마이크로소프트 윈도우의 키릴 문자 인코딩

## 같이 보기
- 보스니아어 키릴 문자
- 루마니아어 키릴 문자
- 가짜 키릴 문자
- 요타화
- 러시아어의 수화
- 볼라퓌크 인코딩
- .рф
- 원시 가나안 문자

### 벨라루스어
- Introduction to Belarusian Alphabet
- Introduction to Belarusian Latin Script
- Belarusian language using Arabic script
- Letter Frequency in Belarusian and Russian

### 일반
- Ivan G. Iliev. Short History of the Cyrillic Alphabet. Plovdiv. 2012. Short History of the Cyrillic Alphabet
- 마이크로소프트 전사 유틸리티
- 마이크로소프트 오피스용 키릴 문자 전사 유틸리티
- 불가리아어 온라인 전사 유틸리티
- 러시아의 소수 언어 보관됨 2009-04-20 - 웨이백 머신
- 불가리아어 키릴 문자
- 키릴 문자 전사법
- 유니코드 키릴 문자 영역 (PDF)
- 유니코드 키릴 문자 보충 영역 (PDF)
- The Cyrillic Charset Soup, Roman Czyborra’s overview and history of Cyrillic charsets.
- Russ Key 모질라 파이어폭스 확장[깨진 링크(과거 내용 찾기)]
- 카자흐어 번역기
- 유니버설 키릴 문자 디코더
- 세르비아어 키릴 문자 글꼴 패키지